# Woziemla
Woziemla (biał. Воземля; ros. Оземля, Oziemla) – wieś na Białorusi, w obwodzie homelskim, w rejonie oktiabrskim, w sielsowiecie Oktiabrski.
W pobliżu znajduje się przystanek kolejowy Woziemla, położony na linii Bobrujsk – Rabkor.